# Liste de peintures de Max Liebermann
Cette page est une liste de peintures du peintre impressionniste allemand Max Liebermann (1847-1935).

## Réalisme
| Image | Thème          | Titre                                                          | Date      | Technique         | Dimensions   | Lieu de Conservation                 | Référence                                  |
| ----- | -------------- | -------------------------------------------------------------- | --------- | ----------------- | ------------ | ------------------------------------ | ------------------------------------------ |
|       | Scène de genre | Les Plumeuses d'oie                                            | 1871-1872 | Huile sur toile   | 118 × 172 cm | Nationalgalerie, Berlin              | Muséeconsulté le 11 Janvier 2025           |
|       | Scène de genre | Récolte de pommes de terre                                     | 1875      | Huile sur toile   | 108 × 172 cm | Museum Kunstpalast, Düsseldorf       | Muséeconsulté le 11 Janvier 2025           |
|       | Religieux      | Jésus à douze ans au Temple                                    | 1879      | Huile sur toile   | 150 × 131 cm | Kunsthalle de Hambourg               | Muséeconsulté le 11 Janvier 2025           |
|       | Religieux      | Maison des vieux hommes à Amsterdam                            | 1880      | Huile sur toile   | 87 × 61 cm   | Staatsgalerie (Stuttgart)            | Muséeconsulté le 11 Janvier 2025           |
|       | Scène de genre | Maison de retraite, Amsterdam                                  | 1881      | Huile sur panneau | 55 × 75 cm   | Musée Georg-Schäfer, Schweinfurt     | Muséeconsulté le 11 Janvier 2025           |
|       | Scène de genre | L'Atelier du cordonnier                                        | 1881      | Huile sur panneau | 64 × 80 cm   | Nationalgalerie, Berlin              | Muséeconsulté le 11 Janvier 2025           |
|       | Scène de genre | La Cour de l'orphelinat d'Amsterdam                            | 1881-1882 | Huile sur toile   | 78 × 107 cm  | Musée Städel, Francfort-sur-le-Main  | Muséeconsulté le 11 Janvier 2025           |
|       | Scène de genre | Le Blanchissement sur le pré                                   | 1882      | Huile sur toile   | 109 × 173 cm | Musée Wallraf-Richartz, Cologne      | Muséeconsulté le 15 Janvier 2025           |
|       | Scène de genre | Enfants jouant dans un parc                                    | 1882      | Huile sur toile   | 51 × 69 cm   | Collection particulière              | Fiche Atlas                                |
|       | Scène de genre | Fenil à lin à Laren                                            | 1887      | Huile sur toile   | 135 × 232 cm | Nationalgalerie, Berlin              | Muséeconsulté le 11 Janvier 2025           |
|       | Scène de genre | Brasserie de campagne à Brannenburg                            | 1893      | Huile sur toile   | 70 × 100 cm  | Musée d'Orsay, Paris                 | Muséeconsulté le 14 Janvier 2025           |
|       | Scène de genre | Sur les dunes                                                  | 1896      | Huile sur toile   |              | Museum der bildenden Künste, Leipzig | Muséeconsulté le 14 Janvier 2025           |
|       | Paysage        | Maison de campagne à Hilversum                                 | 1901      | Huile sur toile   | 65 × 80 cm   | Nationalgalerie, Berlin              | Muséeconsulté le 11 Janvier 2025           |
|       | Scène de genre | L'Homme aux perroquets                                         | 1902      | Huile sur toile   | 84 × 70 cm   | Essen, Museum Folkwang               | Muséeconsulté le 14 Janvier 2025           |
|       | Scène de genre | La Terrasse de l'hôtel Louis C. Jacob à Nienstedten sur l'Elbe | 1902      | Huile sur toile   | 88 × 72 cm   | Kunsthalle de Hambourg               | Muséeconsulté le 11 Janvier 2025           |
|       | Scène de genre | Allée des perroquets                                           | 1902      | Huile sur toile   | 70 × 100 cm  | Kunsthalle de Brême                  | Muséeconsulté le 11 Janvier 2025           |
|       | Intérieur      | L'Atelier de l'artiste                                         | 1902      | Huile sur toile   | 68 × 81 cm   | Kunstmuseum, Saint-Gall              | Muséeconsulté le 11 Janvier 2025           |
|       | Scène de genre | Sur le chemin de l'école à Edam                                | 1904      | Huile sur toile   | 69 × 82 cm   | Musée des Beaux-Arts de Winterthour  | Muséeconsulté le 11 Janvier 2025           |
|       | Scène de genre | Le Cavalier sur la plage                                       | 1904      | Huile sur toile   | 46 × 55 cm   | La Boverie, Liège                    | Musées de Liègeconsulté le 14 Janvier 2025 |
|       | Portrait       | Portrait du Dr Wilhelm Bode                                    | 1904      | Huile sur toile   | 107 × 89 cm  | Alte Nationalgalerie, Berlin         | Muséeconsulté le 14 Janvier 2025           |
|       | Autoportrait   | Autoportrait au chevalet                                       | 1916      | Huile sur toile   | 112 × 92 cm  | Kunsthalle de Brême                  | Muséeconsulté le 11 Janvier 2025           |
|       | Portrait       | Heinrich Thannhauser                                           | 1916      | Huile sur toile   | 92 × 75 cm   | Kunstmuseum (Berne)                  | Ouvrage                                    |
|       | Autoportrait   | Autoportrait en blouse de peintre                              | 1922      | Huile sur toile   | 113 × 85 cm  | Neue Pinakothek, Munich              | Muséeconsulté le 11 Janvier 2025           |
|       | Autoportrait   | Autoportrait avec casquette de sport au chevalet               | 1925      | Huile sur toile   | 112 × 89 cm  | Nationalgalerie, Berlin              | Muséeconsulté le 15 Janvier 2025           |

- [réf. nécessaire]

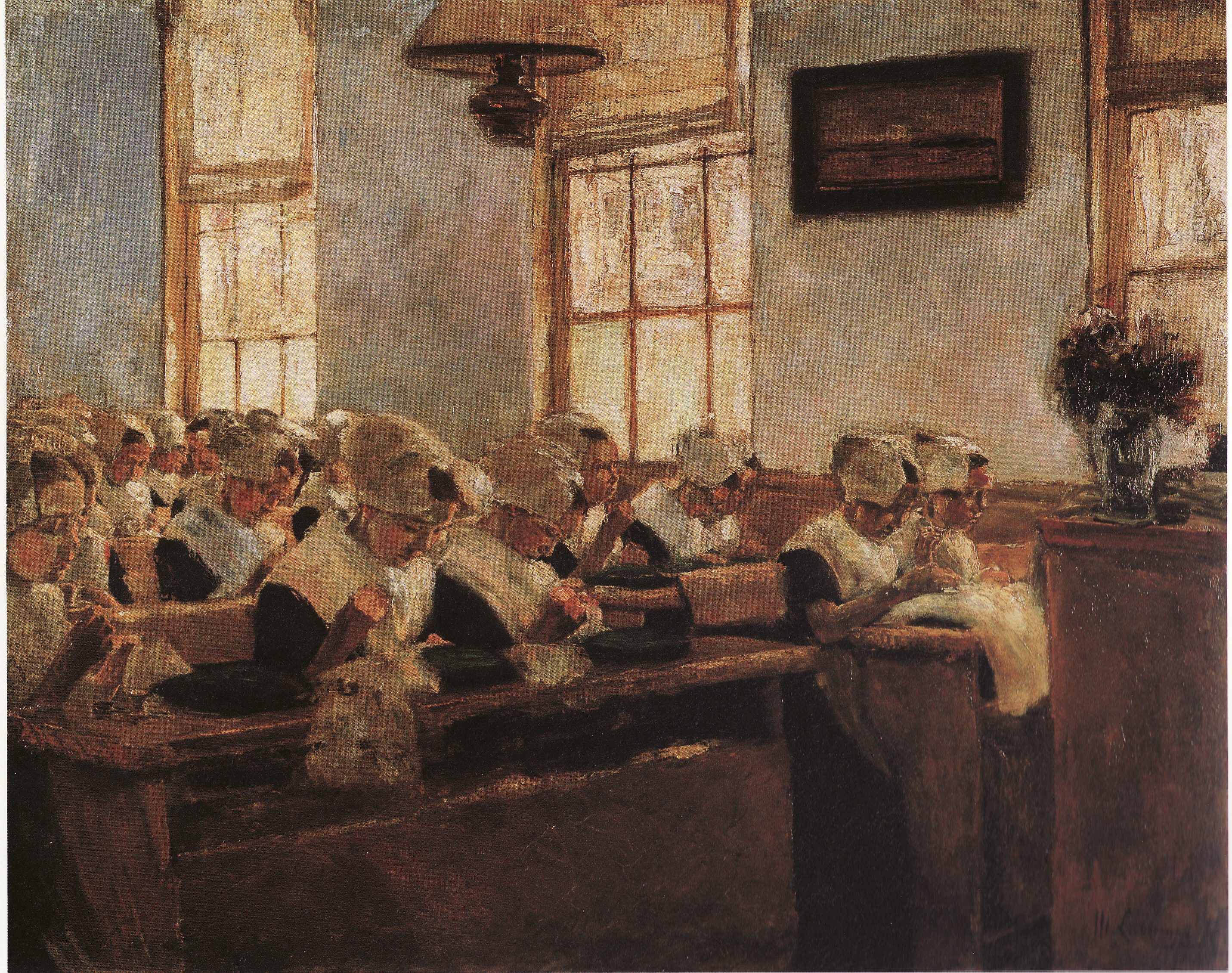
École de couture en Hollande, 1876 Mussée Von der Heydt.
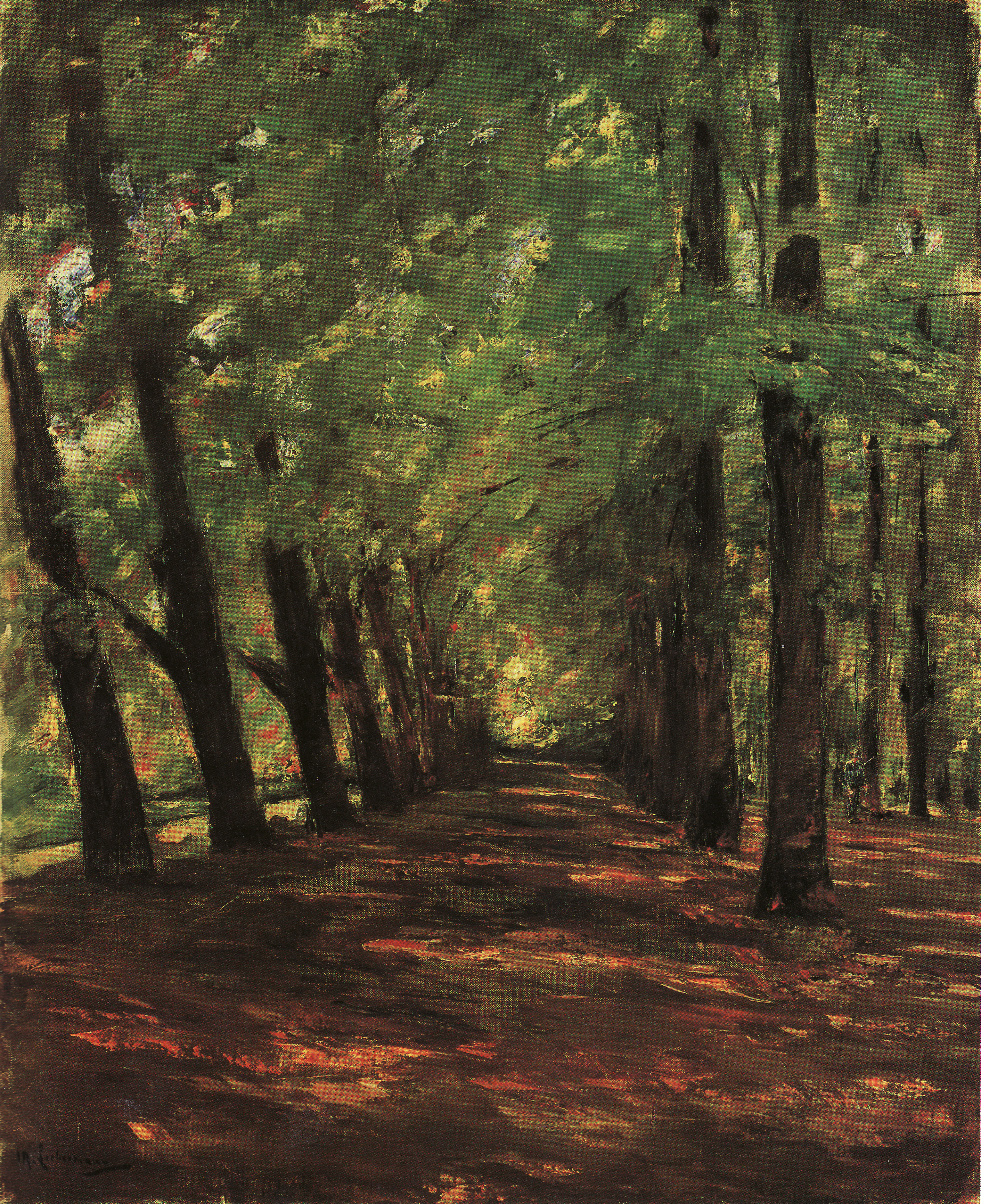
Avenue dans Overveen, 1895.
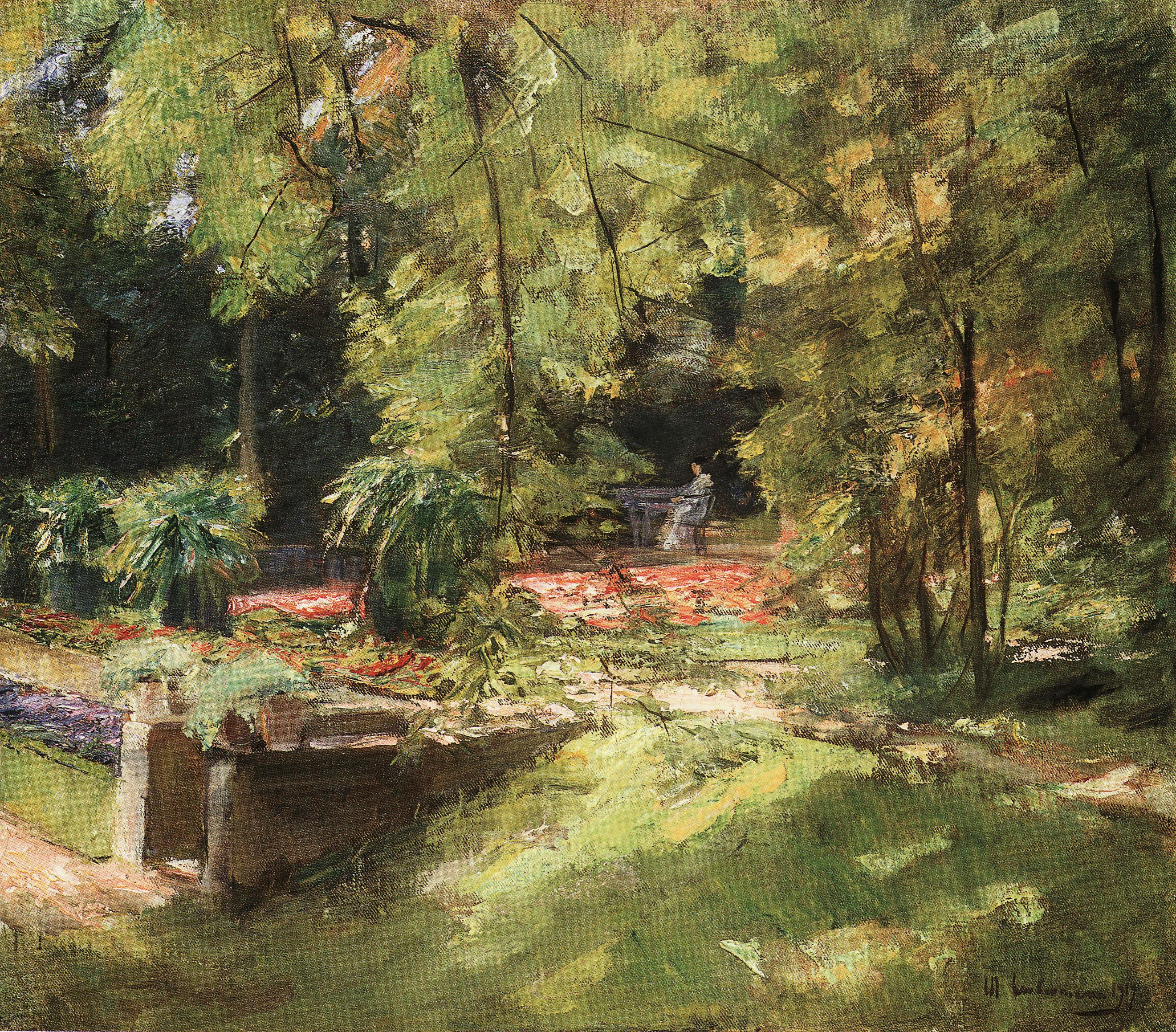
La Terrasse de fleurs dans le jardin de Wannsee depuis le sud-ouest, 1919.
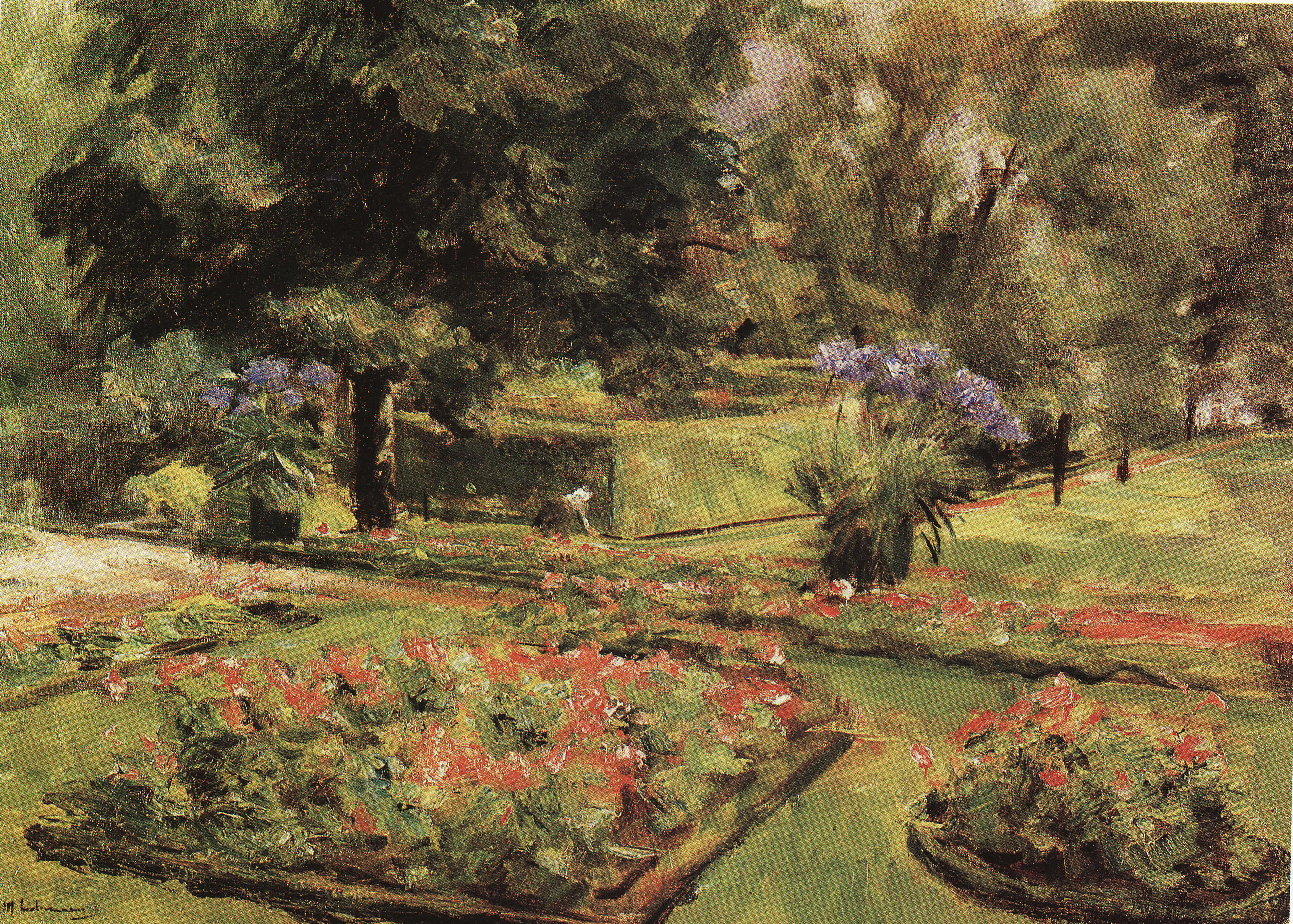
Jardin à Wannsee, 1926.